# Charles de Spoelberch de Lovenjoul
Vicontele Charles de Spoelberch de Lovenjoul (n. 30 aprilie 1836, Bruxelles - d. 3 iulie 1907, Royat) a fost un savant, colecționar și scriitor belgian. Biblioteca sa este păstrată de Institut de France.

## Biografie
Moștenitor al unei vechi familii de aristocrați belgieni, pasionat de literatura franceză, Lovenjoul a constituit o impunătoare bibliotecă a operelor scriitorilor francezi din secolul al XIX-lea, cuprinzând volume, reviste literare, ziare și, începând din 1870, manuscrise și scrisori olografe pe care le-a lăsat moștenire prestigiosului Institut de France în mai 1905. Colecția include manuscrise și tipărituri ale scrierilor lui Honoré de Balzac, George Sand, Théophile Gautier, majoritatea corespondenței lui Gustave Flaubert, dar și numeroase documente cu privire la scriitorii din secolul al XIX-lea, în special Sainte-Beuve: 1.500 de manuscrise, 40.000 de volume tipărite, 900 de titluri de periodice (pentru perioada 1800-1907),  diverse obiecte și suveniruri, precum și o cantitate mare de arhive personale, inclusiv cincisprezece mii de scrisori.

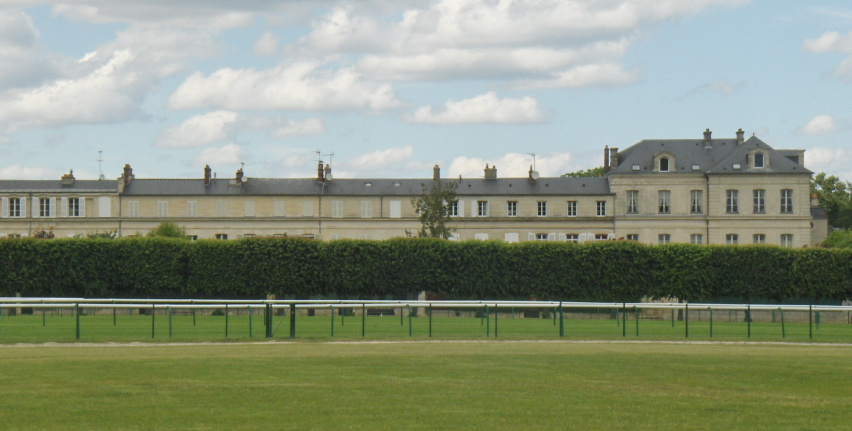
Hotelul Spoelberch de Lovenjoul (în dreapta) a adăpostit colecția vicontelui între 1910 și 1987.

Transportată de la Bruxelles în 1910, sub supravegherea atentă a lui Georges Vicaire și instalată prin grija sa în fosta mănăstire a călugărițelor de la Saint-Joseph-de-Cluny, de pe 23 rue du Connétable din Chantilly, colecția constă din 659 cutii de cărți și documente și din 818 baloți de ziare. Costurile de întreținere și îngrijire ale colecției urmau să fie plătite pe seama veniturilor hotelului de pe Bulevardul Régent, lăsat, de asemenea, moștenire institutului. Prietenul și executorul testamentar Eugène Gilbert a supravegheat punerea în aplicare a testamentului și, în special, alegerea, sugerată de către Gabriel Hanotaux, a lui Georges Vicaire în funcția de curator; Georges Vicaire era un bibliograf și bibliofil erudit, mare balzacian, prieten al vicontelui și atașat la Biblioteca Mazarine.
În 1987 colecția a fost transferată la biblioteca de la Institut de France. Portretele tatălui lui Honoré de Balzac și al Laurei de Berny sunt expuse în sala de lectură, precum și portretul fotografic al lui Lovenjoul.
Lovenjoul a adunat scrierile balzaciene risipite la moartea Évelynei Hańska. Datorită lui, Institut de France păstrează majoritatea manuscriselor și scrierilor corectate de Balzac. Clasată de Georges Vicaire, colecția a fost pusă la dispoziția cercetătorilor începând din 1914. Catalogul său, pregătit de către Georges Vicaire, a fost publicat într-o versiune condensată: Chantilly, Bibliothèque Spoelberg de Lovenjoul, Bibliothèque nationale, 1960 (Catalogue général des bibliothèques publiques de France, t. LII).
Lovenjoul a cunoscut-o pe George Sand imediat după 1870 și i-a propus romancierei să realizeze o ediție completă a operelor sale, pentru care ea a început să scrie noi dedicații. Dar George Sand a murit înainte ca lucrul să fie finalizat, iar proiectul a fost abandonat.
Acest mare savant a participat el însuși la publicarea operelor autorilor săi preferați.

## Lucrări
- Les Lundis d’un chercheur, Calmann-Lévy, (1894)
- Un roman d’amour, Calmann-Lévy, (1896)
- Histoire des œuvres d’Honoré de Balzac. Paris: Calmann Lévy. 1879. Parametru necunoscut |online= ignorat (posibil, |url=?) (ajutor)
- Autour d’Honoré de Balzac (1897). Reeditat de Slatkine (1973)
- Études balzaciennes. Un roman d’amour (1896). Reeditat de Slatkine (1973)
- Histoire des œuvres de Théophile Gautier (1887). Reeditat de Slatkine (1968)
- La Genèse d’un roman de Balzac : les Paysans, Lettres et fragments inédits (1901). Reeditat de Slatkine (1968)
- Une Page perdue de H. de Balzac : notes et documents (1903). Publicat mai întâi sub formă de foileton în Le Figaro din 7 mai 1899 până în 20 mai 1899